# Sergej Netsjajev
Sergej Gennadijevitsj Netsjajev, ook Sergej Nechaev (Russisch: Сергей Геннадиевич Нечаев), (Ivanovo, 20 september/2 oktober 1847 - Sint-Petersburg, 21 november/3 december 1882) was een Russische revolutionair, gelieerd aan de nihilistische beweging en bekend vanwege zijn vastberaden streven naar revolutie met behulp van alle benodigde middelen, inclusief politiek geweld.

## Jeugd in Rusland
Netsjajev werd geboren in Ivanovo, destijds een kleine textielstad, uit arme ouders — zijn vader was bediende en schilderde verkeersborden. In zijn jeugd was hij zich al bewust geworden van de maatschappelijke ongelijkheid en zijn wrok jegens de plaatselijke adel. In 1865, op een leeftijd van 18 jaar, verhuisde Netsjajev naar Moskou, waar hij werkte voor de historicus Michail Pogodin. Een jaar later vertrok hij naar Sint-Petersburg, deed examen voor een onderwijsbevoegdheid en werd onderwijzer aan een parochieschool. Netsjajev volgde colleges aan de universiteit van Petersburg (zonder dat hij officieel ingeschreven was) en maakte onder andere kennis met de subversieve Russische literatuur van de Decembristen, de Petrasjevski-kring, en Michail Bakoenin, en daarnaast met de toenemende onrust onder de studenten aan de universiteit.
Netsjajev nam in 1868 – 1869 deel aan het studentenactivisme, waarbij samen met Pjotr Tkatsjov een radicale minderheid leidde. Verder werkte Netsjajev mee aan het opstellen van het “Programma voor revolutionaire activiteiten” van deze studentenbeweging, die later verklaarde dat haar einddoel een sociale revolutie was. Het programma opperde ook manieren om een clandestiene revolutionaire organisatie in het leven te roepen en subversieve acties uit te voeren. In het bijzonder leidde het programma tot het opstellen van de Catechismus van de Revolutionair, waardoor Netsjajev beroemd zou worden.

## Ballingschap in Genève
In januari 1869 verspreidde Netsjajev valse geruchten over zijn arrestatie in Sint-Petersburg en vertrok vervolgens eerst naar Moskou, voordat hij naar het buitenland ging. In Genève, Zwitserland, gaf hij voor dat hij een vertegenwoordiger was van een revolutionair comité. Hij vertelde dat hij uit de Peter en Paul gevangenis was ontsnapt en won het vertrouwen van de revolutionair in ballingschap Michail Bakoenin en zijn vriend en medewerker Nikolaj Ogarjov. Ogarjov droeg, op aanraden van Bakoenin, een gedicht op aan Netsjajev:
DE STUDENT (Aan mijn jonge vriend Netsjajev)
Hij werd geboren onder een rampzalig gesternte
En had een harde leerschool,
Eindeloze kwellingen onderging hij
In jaren van onafgebroken geploeter.
Maar bij het verstrijken van de jaren
Groeide zijn liefde voor het volk en vuriger
Werd zijn hunkering naar het welzijn van allen
Zijn dorst om het lot van de mens te verbeteren.
In die tijd ging het gerucht (wat toentertijd ook beweerd werd door sommige schrijvers) dat de 55-jarige Bakoenin verliefd was geworden op de jonge Netsjajev, en dat de twee in het geheim minnaars werden. De relatie was ongetwijfeld innig en hartstochtelijk, maar werd uiteindelijk zeer problematisch. Bakoenin zag in Netsjajev de authentieke stem van de Russische jeugd, die hij als de “meest revolutionaire ter wereld” beschouwde. Hij zou dat geïdealiseerde beeld nog steeds blijven koesteren, lang nadat zijn contact met Netsjajev rampzalig voor hem was geworden.
Eind voorjaar 1869 schreef Netsjajev de "Catechismus van de Revolutionair", een programma voor de “meedogenloze vernietiging” van maatschappij en staat. Er is regelmatig beweerd dat hij die samen met Bakoenin had geschreven, maar in werkelijkheid nam Bakoenin daar in 1870 afstand van, toen hij schreef:
Jij wil je eigen wrede volledige zelfverloochening, jouw extreme fanatisme, tot leefregel van de gemeenschap maken..... Zweer je systeem af en jij zult een waardevol mens worden; als jij dat echter niet wil afzweren, zul je ongetwijfeld een schadelijke en uiterst vernietigende tegenstander worden, niet van de staat, maar van de zaak van de vrijheid….”
De Catechismus bevat de volgende passage:
De revolutionair is een door het noodlot veroordeelde mens. Hij heeft geen persoonlijke belangen, geen maatschappelijke betrekkingen, geen gevoelens, geen geestelijke banden, geen bezit en geen naam. Alles in hem wordt uitsluitend in beslag genomen door de gedachte aan de revolutie en door de hartstocht daarvoor. De revolutionair weet, dat hij in het diepste van zijn wezen, niet alleen in woorden, maar ook in daden, alle banden heeft verscheurd, die hem aan de maatschappelijke orde en de beschaafde wereld met al haar wetten, haar morele opvattingen en gewoonten en met al haar algemeen aanvaarde gebruiken, ketent. Hij is de onverzoenlijke vijand van de wereld, en als hij zich daar voorlopig aan aanpast, is het slechts om haar sneller te vernietigen..
Het belangrijkste principe van de "Catechismus van de Revolutionair" — "het doel heiligt de middelen" — bleef het motto van Netsjajev, tijdens zijn hele revolutionaire loopbaan. Hij zag de meedogenloze verdorvenheid van het najagen van totale controle door kerk en staat, en was dus van mening dat daarom het gevecht tegen die twee gevoerd moest worden met alle benodigde middelen, en met maar met een ding voor ogen: hun vernietiging. Het individuele ik moest, ten bate van een groter plan, opgaan in een soort spirituele ascese, wat voor Netsjajev veel meer was dan alleen maar een theorie, maar het leidende principe dat de leidraad voor zijn leven was. Hij formuleerde ook een aantal revolutionaire tactieken:
Een revolutionair “moet infiltreren in alle maatschappelijke structuren, de politie incluis. Hij moet gebruikmaken van rijke en invloedrijke mensen en zich ondergeschikt aan hen opstellen. Hij moet bij de gewone mensen de ellende overdrijven, zodat ze hun geduld verliezen en dan moet hij ze oproepen om in opstand te komen. Tot slot moet hij zich aansluiten bij de wereld van de gewelddadige misdadiger, de enige echte revolutionaire groepering in Rusland.”
Het pamflet zou generaties revolutionairen inspireren en werd in 1969 opnieuw gepubliceerd door de Black Panther Party— een eeuw na de oorspronkelijke uitgave. Het is ook van invloed geweest op de Rode Brigades in Italië datzelfde jaar.
Nikolaj Ogarjov, Bakoenin en Netsjajev organiseerden een propaganda campagne, waarbij subversief materiaal naar Rusland gestuurd moest worden. De campagne moest gefinancierd worden door Ogarjov, uit het zogenaamde "Bachmetjov-fonds", wat bedoeld was om hun eigen revolutionaire activiteiten te subsidiëren. Alexander Herzen hield niet van Netsjajevs fanatisme en verzette zich hevig tegen de campagne, ook omdat hij bang was, dat Netsjajev Bakoenin zou aanzetten tot extremere retoriek. Toch liet Herzen zich vermurwen om het grootste gedeelte van het fonds aan Netsjajev te overhandigen, wat hij dan mee zou nemen naar Rusland om daarmee steun voor de revolutie te mobiliseren.

## Terugkeer naar Rusland
Nadat hij Rusland illegaal had verlaten, moest Netsjajev, met behulp van Bakoenins ondergrondse contacten, 1869 in het geheimnaar Moskou terugkeren. Daar leefde hij sober en gebruikte het geld van het fonds alleen voor politieke activiteiten. Hij beweerde dat hij een afgevaardigde was van de Russische afdeling van de “Mondiale Revolutionaire Bond” (die niet bestond) en richtte een afdeling op van een geheim genootschap dat Narodnaja Rasprava (Народная расправа, "Vergelding van het Volk") heette, dat zoals hij beweerde al een tijd tot in elke uithoek van Rusland aanwezig was. Hartstochtelijk sprak hij met dissidente studenten over de noodzaak om zich te organiseren. De marxistische schrijfster Vera Zasoelitsj herinnerde zich, dat Netsjajev, toen zij hem voor het eerst ontmoette, haar meteen probeerde te werven:
Netsjajev begon me te vertellen over zijn plannen om in de naaste toekomst in Rusland een revolutie te ontketenen. Ik voelde me vreselijk: ik vond het echt pijnlijk om te zeggen “dat lijkt me onwaarschijnlijk,” “ik weet daar niets van.” Ik kon zien dat hij heel serieus was en dat het geen loos praatje over revolutie was. Hij kon en wilde wat doen – was hij soms niet de leider van de studenten?....Ik kon mij geen groter genoegen voorstellen dan het dienen van de revolutie. Ik had er alleen maar van durven dromen, en nu vertelde hij me dat hij wilde dat ik meedeed… En wat wist ik nou van “het volk”? Ik kende alleen maar de lijfeigenen in Biakolovo en de leden van mijn weefgroep, terwijl hij als arbeider was geboren.
Veel mensen raakten onder de indruk van de jonge proletariër en sloten zich aan bij de groep. Het bleek echter dat Netsjajev, die toen al heel fanatiek was, steeds wantrouwiger werd over de mensen in zijn omgeving, en zelfs Bakoenin uitmaakte voor een dogmaticus, “die loze praatjes vertelde en neerpende.” Een van de leden van de Narodnaja Rasprava, I. I. Ivanov, was het niet eens met Netsjajev over de verspreiding van het propagandamateriaal, en verliet de groep. Op 21 november 1869 sloegen, wurgden en schoten Netsjajev en zijn kameraden Ivanov dood en verborgen zijn lijk door een wak in het ijs in een meertje. Deze gebeurtenis werd door de schrijver Fjodor Dostojevski gedramatiseerd in zijn politieke roman Boze geesten, die drie jaar later werd gepubliceerd en waarin het personage Pjotr Stepanovitsj Verchovenski op Netsjajev is gebaseerd.
Het lichaam werd al gauw gevonden en een paar van zijn kameraden werden gearresteerd. Netsjajev ontkwam aan een arrestatie en vertrok eind november naar Sint-Petersburg, waar hij probeerde om een clandestien genootschap op te richten. Op 15 december 1869 vluchtte hij het land uit en ging terug naar Genève.

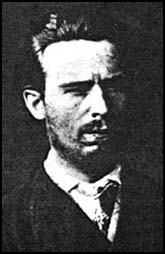
In latere jaren raakte Netsjajev steeds meer vervreemd van zijn kameraden.

## Ondergang
Netsjajev werd na zijn terugkeer in Zwitserland in januari 1879 door Bakoenin en Ogarjov in de armen gesloten — Bakoenin schreef “ik sprong zo op van vreugde dat ik bijna met mijn oude kop tegen het plafond beukte!” Kort na hun hereniging overleed Herzen, en werd door Ogarjov de rest van het Bachmetjov-fonds overhandigd aan Netsjajev, zodat hij zijn politieke activiteiten kon vervolgen. Netsjajev gaf een aantal proclamaties uit, die mikten op de verschillende lagen van de Russische bevolking. Samen met Ogarjov gaf hij ook het tijdschrift Kolokol uit (april-mei, 1870, de nummers 1 tot 6). In zijn artikel “De fundamenten van het toekomstige sociale systeem” (Главные основы будущего общественного строя), gepubliceerd in De vergelding van het volk (1870, nr.2), zette hij zijn beeld van een communistisch systeem uiteen.
Het wantrouwen van Netsjajev over zijn kameraden was steeds groter geworden en hij begon brieven en persoonlijke papieren te ontvreemden, waarmee hij van plan was om Bakoenin en zijn medeballingen te chanteren, als dat nodig zou blijken. Hij riep de hulp in van Herzens dochter Natalie. Bakoenin sprak tegenover Netsjajev zijn afkeuring uit toen hij zijn dubbelhartigheid ontdekte: “Leugens, sluwheid en verwarring zijn noodzakelijke en prachtige middelen om de vijand te demoraliseren en te vernietigen, maar zeker niet een bruikbaar middel om nieuwe vrienden te krijgen en te maken.” Hoewel Bakoenin de jonge radicaal die hij “mijn tijgerjong” noemde, bleef verdedigen, begon hij wel zijn vrienden te waarschuwen voor zijn streken.
De Algemene Raad van de Eerste Internationale nam officieel afstand van hem, waarbij ze beweerden dat hij misbruik had gemaakt van de naam van de organisatie. Nadat hij op instigatie van Bakoenin een brief had geschreven aan een uitgever, waarin hij dreigde de uitgever te vermoorden als hij het contract met Bakoenin niet ongedaan zou maken, werd de afstand tussen hem en zijn kameraden steeds groter. Het lid van de Internationale German Lopatin beschuldigde hem van theoretisch gewetenloos en verderfelijk gedrag, en zette Ogarjov en Bakoenin in de zomer van 1870 aan om openlijk hun relatie met hem te verbreken. Desondanks bleef Bakoenin Netsjajev schrijven, waarbij hij hem hartstochtelijk smeekte om verzoening en hem waarschuwde voor het gevaar waarin hij verkeerde van de kant van justitie, die hem nog steeds vervolgde voor de moord op Ivanov.
In september 1870 gaf Netsjajev in Londen een nummer uit van het tijdschrift Commune en later dook hij onder in Parijs en daarna in Zürich, om uit handen te blijven van de tsaristische politie. Hij bleef ook contact houden met de Poolse blanquisten, zoals Caspar Turski en anderen. In 1872, tijdens het vijfde congres van de Internationale Arbeidersassociatie in Den Haag, haalde Karl Marx, die Bakoenin zwart wilde maken, een dreigbrief van Netsjajev tevoorschijn, waarvan Marx beweerde dat die op instigatie van Bakoenin was geschreven. Al eerder had Marx in de Rheinische Zeitung, waar hij hoofdredacteur van was een bericht laten plaatsen waarin stond dat Bakoenin een tsaristische agent was. Zelfs de marxistische historici hebben deze manipulatie van Marx bestempeld als een zwarte bladzijde in zijn leven. Bakoenin werd geroyeerd.
Op 14 augustus 1872 werd Netsjajev gearresteerd in Zürich en overgedragen aan de Russische politie. Op 8 januari 1873 werd hij schuldig bevonden en wegens de moord op Ivanov veroordeeld tot 20 jaar katorga (dwangarbeid). Terwijl Netsjajev opgesloten zal in de burcht van de Peter en Paul-vesting, slaagde hij erin om het vertrouwen van zijn bewakers te winnen, en tegen het eind van 1870 maakte hij van hen gebruik om zijn brieven naar buiten te smokkelen, naar revolutionairen in de buitenwereld. In december 1880 nam Netsjajev contact op met het uitvoerend comité van de Narodnaja Volja en kwam met een plan voor zijn ontsnapping. Hij liet dat plan echter varen omdat hij de plannen van de leden van de Narodnaja Volja om Alexander II te vermoorden niet wilde ondergraven.
In 1882 stierf Netsjajev in zijn cel zonder zijn kameraden te hebben verraden.
Ondanks zijn persoonlijk moed en fanatieke toewijding aan de zaak van de revolutie waren velen van mening dat de methoden van Netsjajev (later Netsjajevsjtsjina genoemd) de Russische revolutionaire beweging schade had toegebracht, doordat zij de clandestiene organisaties in gevaar hadden gebracht. Anderzijds menen sommige historici dat Netsjajevs methoden en ideeën met succes zijn toegepast door veel revolutionairen, onder wie Vladimir Lenin en Jozef Stalin.